# Topanga (singolo)
Topanga è un singolo del rapper statunitense Trippie Redd, pubblicato il 22 ottobre 2018.

## Tracce
1. Topanga – 3:35